# Dilemme du hérisson

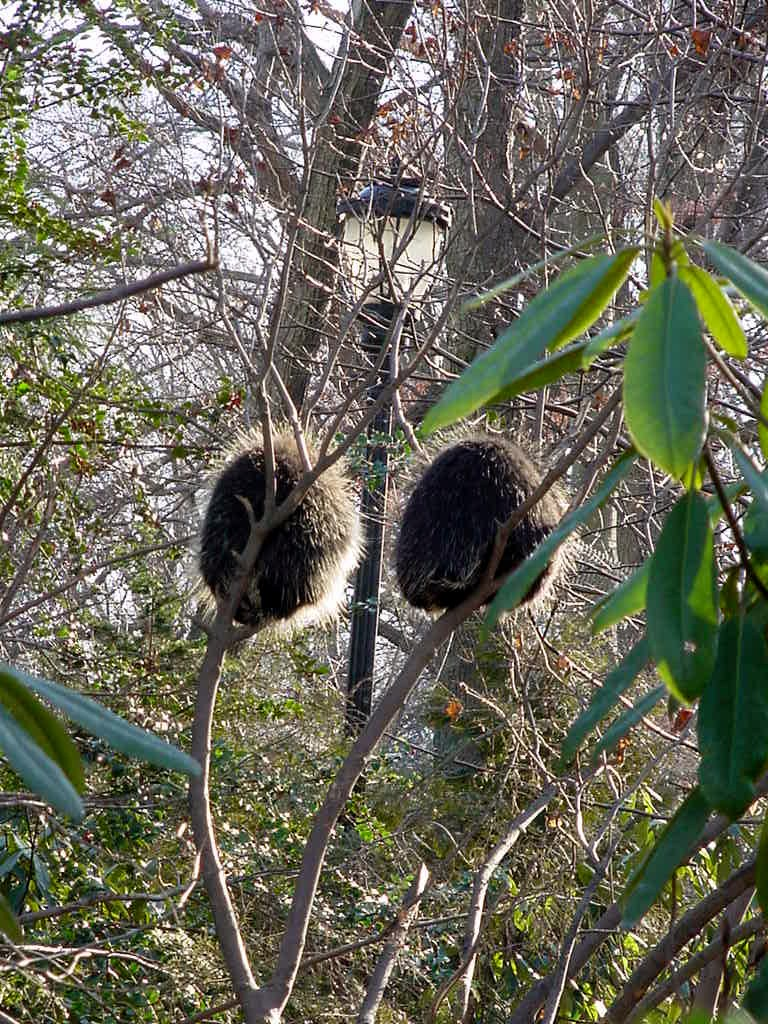
Deux porcs-épics d'Amérique.

Le dilemme du hérisson (ou plus rarement dilemme du porc-épic) est une analogie sur l'intimité humaine. Il décrit une situation dans laquelle un groupe de hérissons cherche à se rapprocher afin de partager leur chaleur par temps froid. Cependant, ils doivent rester éloignés les uns des autres car ils se blesseraient mutuellement avec leurs épines. Bien qu'ils partagent tous l'intention de se rapprocher, cela ne peut se produire, pour des raisons qu'ils ne peuvent éviter.
Arthur Schopenhauer et Sigmund Freud ont tous deux exploité ce paradoxe pour décrire leurs réflexions sur l'état d'un individu dans sa relation à autrui. Le dilemme du hérisson suggère que, malgré la bonne volonté, l'intimité ne peut exister sans préjudices mutuels importants. Il en résulte un comportement méfiant et de faibles relations. Avec le dilemme du hérisson, il est recommandé de faire preuve de modération dans ses rapports à autrui, à la fois dans son propre intérêt, ainsi que par considération pour l'autre. Le dilemme du hérisson est utilisé pour justifier, ou expliquer, l'introversion et l'isolement social.

## Schopenhauer
Le concept provient de la parabole suivante, issue de Parerga et Paralipomena du philosophe allemand Arthur Schopenhauer:

« Par une froide journée d'hiver un troupeau de porcs-épics s'était mis en groupe serré pour se garantir mutuellement contre la gelée par leur propre chaleur. Mais tout aussitôt ils ressentirent les atteintes de leurs piquants, ce qui les fit s’écarter les uns des autres. Quand le besoin de se réchauffer les eut rapprochés de nouveau, le même inconvénient se renouvela, de sorte qu'ils étaient ballottés de çà et de là entre les deux maux jusqu'à ce qu'ils eussent fini par trouver une distance moyenne qui leur rendît la situation supportable. Ainsi, le besoin de société, né du vide et de la monotonie de leur vie intérieure, pousse les hommes les uns vers les autres ; mais leurs nombreuses manières d'être antipathiques et leurs insupportables défauts les dispersent de nouveau. La distance moyenne qu'ils finissent par découvrir et à laquelle la vie en commun devient possible, c'est la politesse et les belles manières. En Angleterre on crie à celui qui ne se tient pas à cette distance : Keep your distance ! Par ce moyen le besoin de se réchauffer n'est, à la vérité, satisfait qu'à moitié, mais, en revanche, on ne ressent pas la blessure des piquants. Cependant celui qui possède assez de chaleur intérieure propre préfère rester en dehors de la société pour ne pas éprouver de désagréments, ni en causer. »

## Freud
Ce concept est finalement entré en psychologie après que le conte eut été redécouvert et adopté par Sigmund Freud dans un essai en 1921, Psychologie des masses et analyse du moi (Massenpsychologie und Ich-Analyse). Freud a déclaré que son voyage aux États-Unis en 1919 était pour « observer les porcs-épics sauvages et donner quelques conférences ».

## Recherches en psychologie sociale
Le concept a attiré l'attention en psychologie contemporaine. Jon Maner et ses collègues (Nathan DeWall, Roy Baumeister et Mark Schaller) se sont référés au « problème du hérisson » de Schopenhauer lorsqu'ils ont étudié les résultats d'expériences montrant comment les gens réagissent à l'ostracisme et autres formes d'exclusion. Les résultats ont montré que pour les personnes chroniquement anxieuses, l'expérience du rejet les conduit à avoir un comportement antisocial ; en revanche, pour les personnes plus optimistes, la même expérience les conduit à multiplier leur effort à se rapprocher des autres. Ils conclurent donc :

« Il est nécessaire de rappeler ce dernier point quand on considère la réponse donnée par Schopenhauer lui-même au problème du hérisson. Schopenhauer a suggéré que les gens se sentent finalement obligés de conserver une distance de sécurité les uns avec les autres. « Par ce moyen, » écrit-il, « le besoin de se réchauffer n'est, à la vérité, satisfait qu'à moitié, mais, en revanche, on ne ressent pas la blessure des piquants » (1851/1964, p. 226). Bien sûr, Schopenhauer était connu pour son caractère aigri – « Il est difficile de trouver dans sa vie des preuves de vertus autres que la bienveillance envers les animaux… À tous les autres égards, il était complètement égoïste » (Russell, 1945, p. 758) - et sa philosophie était réputée pour son pessimisme. »